# Herb Maroka
Herb Maroka to oficjalnie godło marokańskiej rodziny królewskiej. Zostało wprowadzone 14 sierpnia 1957. Zostało stworzone przez artystów Gauthiera i Hainauta i przedstawia zielony pentagram na czerwonym tle przed górami Atlas i wschodzącym słońcem. Na górze znajduje się królewska korona. Tarczę herbu przytrzymują dwa lwy w naturalnych kolorach. Na dole znajduje się werset Koranu „Jeśli chwalicie Boga, Bóg da Wam zwycięstwo”  (wers 7, sura 47).